# Winner Anacona Gómez
Winner Andrew Anacona Gómez (Tunja, Boyacá, 11 d'agost de 1988) és un ciclista colombià professional des del 2012 i actualment a l'equip Colombia Pacto por el Deporte.
Després del bon paper al Girobio 2011 va fitxar pel Lampre-ISD per a les temporades 2012 i 2013. A finals del 2012 patí una important caiguda mentre entrenava en xocar amb un gos. El 2014 aconseguí la seva victòria més important en guanyar una etapa de la Volta a Espanya. El 2015 fitxà pel Movistar Team, amb qui guanyà la general de la Volta a San Juan de 2019. El setembre d'aquell any, junt als germans Dayer i Nairo Quintana, anuncià el fitxatge per l'equip Arkéa-Samsic per a la temporada 2020.

## Palmarès
- 2011
  - Vencedor d'una etapa al Girobio
- 2014
  - Vencedor d'una etapa a la Volta a Espanya
- 2019
  - 1r a la Volta a San Juan i vencedor d'una etapa
- 2021
  - 1r al Trofeu Andratx-Mirador des Colomer

### Resultats al Giro d'Itàlia
- 2014. 62è de la Classificació general
- 2017. 25è de la classificació general

### Resultats a la Volta a Espanya
- 2012. 19è de la Classificació general
- 2013. 105è de la Classificació general
- 2014. 27è de la Classificació general. Vencedor d'una etapa
- 2018. 69è de la classificació general

### Resultats al Tour de França
- 2015. 57è de la classificació general
- 2016. 69è de la classificació general
- 2020. 66è de la classificació general